# Comuna Skakivka, Berdîciv
Skakivka (în ucraineană Скаківська сільська рада) este o comună în raionul Berdîciv, regiunea Jîtomîr, Ucraina, formată din satele Hmelîșce, Jurbînți și Skakivka (reședința).

## Demografie
Componența lingvistică a satului Skakivka
     Ucraineană (99,04%)
     Alte limbi (0,96%)
Conform recensământului din 2001, majoritatea populației satului Skakivka era vorbitoare de ucraineană (99,04%), existând în minoritate și vorbitori de alte limbi.